# Slieve Gallion
Slieve Gallion är ett berg i Storbritannien.   Det ligger i riksdelen Nordirland, i den västra delen av landet, 600 km nordväst om huvudstaden London. Toppen på Slieve Gallion är 528 meter över havet, eller 329 meter över den omgivande terrängen. Bredden vid basen är 15,9 km. Slieve Gallion ingår i Sperrin Mountains.
Terrängen runt Slieve Gallion är platt åt sydost, men åt nordväst är den kuperad. Runt Slieve Gallion är det tätbefolkat, med 511 invånare per kvadratkilometer. Närmaste större samhälle är Magherafelt, 9,5 km öster om Slieve Gallion. Trakten runt Slieve Gallion består i huvudsak av gräsmarker.